# 平邑県 (山西省)
平邑県（へいゆう-けん）は、中華人民共和国山西省にかつて存在した県。現在の大同市雲州区東部に相当する。
前漢により設置され、後漢により廃止された。